# Filipijnse specht
De Filipijnse specht (Yungipicus maculatus synoniem:Dendrocopos maculatus) is een specht die alleen voorkomt in de Filipijnen.
De Filipijnse naam voor deze vogel is Ta-ta-li-lik. De Tagalogbenaming is Karpintero-maliit en in de Visayas wordt de vogel Balalatok genoemd.

## Kenmerken
Deze Filipijnse specht is inclusief staart 14 centimeter lang en heeft een vleugellengte van 8,5 centimeter. Deze specht is de kleinste van de in de Filipijnen levende spechten. De Filipijnse specht behoort samen met de Temmincks specht en de Suluspecht tot een groepje van drie soorten sterk op elkaar lijkende kleine spechten die samen een zogenaamde supersoort vormen. De mannetjes verschillen van de vrouwtjes.

## Ondersoorten
Er zijn drie verschillende ondersoorten:
- Y. m. fulvifasciatus: noorden van de Filipijnen.
- Y. m. leytensis: oosten en zuiden van de Filipijnen.
- Y. m. maculatus: westen en midden van de Filipijnen.

## Leefgebied
De Filipijnse specht komt voor in bossen tot een hoogte van zo'n 2500 meter boven zeeniveau. Ze zijn vaak te vinden op de stam van bomen en zijn dan vaak alleen of in paartjes.

## Voortplanting
Van deze soort is weinig bekend over de voortplanting in het wild. Een jong exemplaar in het nest is waargenomen in februari en een juveniel in mei.

## Status
De grootte van de populatie is niet gekwantificeerd maar de soort wordt omschreven als algemeen en de meest voorkomende specht op de Filipijnen. Op de Rode lijst van de IUCN heeft deze soort de status niet bedreigd.